# Дора (Череповецкий район)
Дора — деревня в Череповецком районе Вологодской области.
Входит в состав Абакановского сельского поселения, с точки зрения административно-территориального деления — в Дмитриевский сельсовет.
Расстояние до районного центра Череповца по автодороге — 55 км, до центра муниципального образования Абаканово по прямой — 18 км. Ближайшие населённые пункты — Погорелка, Елтухово, Макутино.
По переписи 2002 года население — 119 человек (58 мужчин, 61 женщина). Преобладающая национальность — русские (93 %).
До деревни ходит пригородный автобусный маршрут №103 «Автовокзал Череповец — Дора».